# Newar jezik
Newar jezik (ISO 639-3: new; nepal bhasa, newal bhaye, “newari”), mahakirantski jezik, šira himalajska skupina, kojim govori oko 839 000 ljudi od čega 825 000 u Nepalu (2001 popis) i svega 14 000 i Indiji (2007) u Sikkimu i Zapadnom Bengalu. Etnička populacija iznosi 1 245 232 bez 11 505 Pahara. Jedini je predstavnik newarske podskupine. 
Postoji nekoliko dijalekata, dolkhali (dolakha), sindhupalchok pahri (pahri, pahari), totali, citlang, kathmandu-patan-kirtipur, bhaktapuri baglung. Dolkhali iz Dolkhe i pahri iz Sindhupalchoka su možda posebni jezici. Piše se pismom devanagari.

## Vanjske poveznice
- Ethnologue (14th)
- Ethnologue (15th)